# Prepuštovec
Prepuštovec – wieś w Chorwacji, w żupanii krapińsko-zagorskiej, w gminie Budinščina. W 2011 roku liczyła 77 mieszkańców.